# Paracanthurus hepatus
El pez cirujano azul o cirujano real (Paracanthurus hepatus) es una especie de pez actinopterigio perciforme de la familia Acanthuridae. Es el único miembro del género Paracanthurus.

## Descripción
El pez cirujano azul tiene un cuerpo comprimido lateralmente de color azul índigo y rayas negras, la superior desde el nacimiento de la aleta caudal hasta la cabeza, atravesando el ojo, y la inferior, aproximadamente hasta la altura de la aleta pectoral, que a menudo se unen dejando un círculo azul en el medio. Sus aletas dorsal y anal son de color azul coronadas ambas por una franja negra. Su aleta caudal es amarilla, así como el borde de sus aletas pectorales. La intensidad de la coloración varía en función de la edad. 
En los individuos que habitan el océano Índico, la parte cercana a su cola también es de color amarillenta.
Mide hasta 31 centímetros de longitud.

## Alimentación
Los alevines requieren durante varios meses de una alimentación a base de plancton. Los adultos son omnívoros, se alimentan de plancton y principalmente de macroalgas.

## Reproducción
Los cirujanos reales tardan mucho tiempo en alcanzar la madurez sexual, cerca de dos años. Como la mayoría de cirujanos, no presentan dimorfismo sexual, salvo la coloración de los machos, que cambia de color a un tono celeste cuando se reproducen. Además desovan en grupo y, por lo general, durante la tarde y la noche de los días de luna nueva y luna llena.

## Hábitat y distribución
Vive en diferentes sitios del planeta, aunque en ninguno es común. Puede encontrarse en arrecifes de África Oriental, Japón, Samoa, Nueva Caledonia y en la Gran barrera de coral. Es especie nativa de Australia; Birmania; Brunéi Darussalam; Cocos; Comoros; Islas Cook; Filipinas; Fiyi; Guam; Hawái; India (Andaman Is., Nicobar Is.); Indonesia; Japón; Kenia; Kiribati (Gilbert Is., Kiribati Line Is., Phoenix Is.); Madagascar; Malasia; Maldivas; Islas Marshall; Mauritius; Mayotte; Micronesia; Nauru; isla Navidad; Nueva Caledonia; Niue; Islas Marianas del Norte; Palaos; Papúa Nueva Guinea; Reunión; Samoa; Seychelles; Singapur; islas Salomón; Somalia; Sudáfrica; Sri Lanka; Taiwán; Tanzania; Tailandia; Timor Oriental; Tokelau; Tonga; Tuvalu; Vanuatu; Vietnam y Wallis y Futuna.
Prefiere las terrazas del lado exterior del arrecife, a profundidades entre 10 y 40 metros, aunque su rango es entre 2 y 40 m. Los juveniles suelen habitar en grupo, en torno a colonias de coral Pocillopora eydouxi, lo que les permite refugiarse entre sus ramas en situaciones de peligro.

## Relación con el hombre
El pez cirujano regal no es de gran importancia en la industria de la pesca; sin embargo, se usa como carnada para anzuelos. Su carne tiene un aroma potente y no es muy valorada. Este pez puede causar envenenamiento por ciguatera si es consumido por un ser humano, pero se consume en el sudeste asiático. Sin embargo, son presas comunes para ser colocadas en acuarios, debido a sus colores llamativos.

## En la cultura popular
En la película de animación Buscando a Nemo, Dory es una pez cirujano azul con problemas de memoria a corto plazo que ayuda a Marlín, un pez payaso, a buscar a su hijo Nemo. El personaje fue protagonista de una secuela en 2016.

## Galería

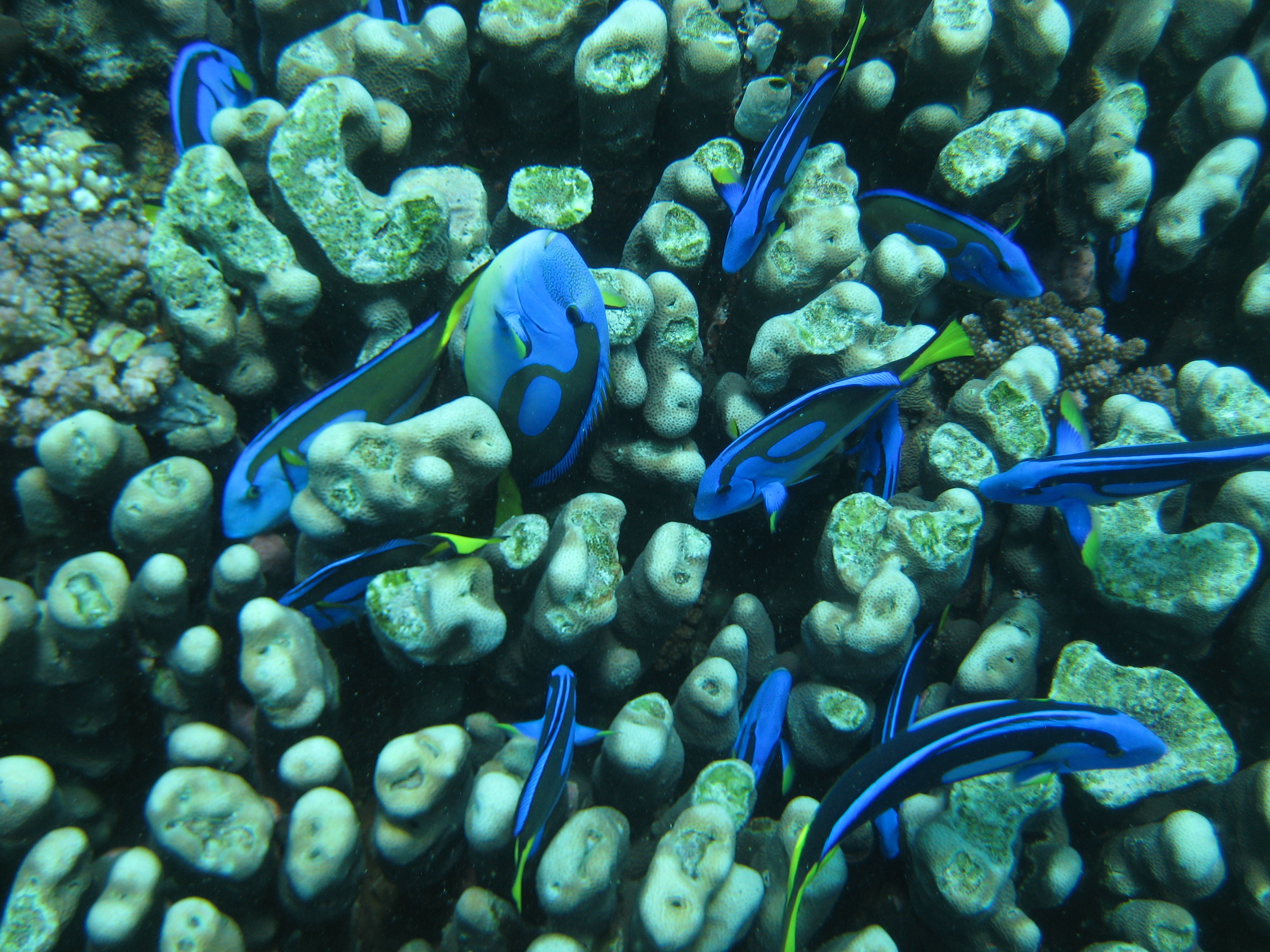
Grupo de cirujanos azules entre colonia de coral duro en Tanzania
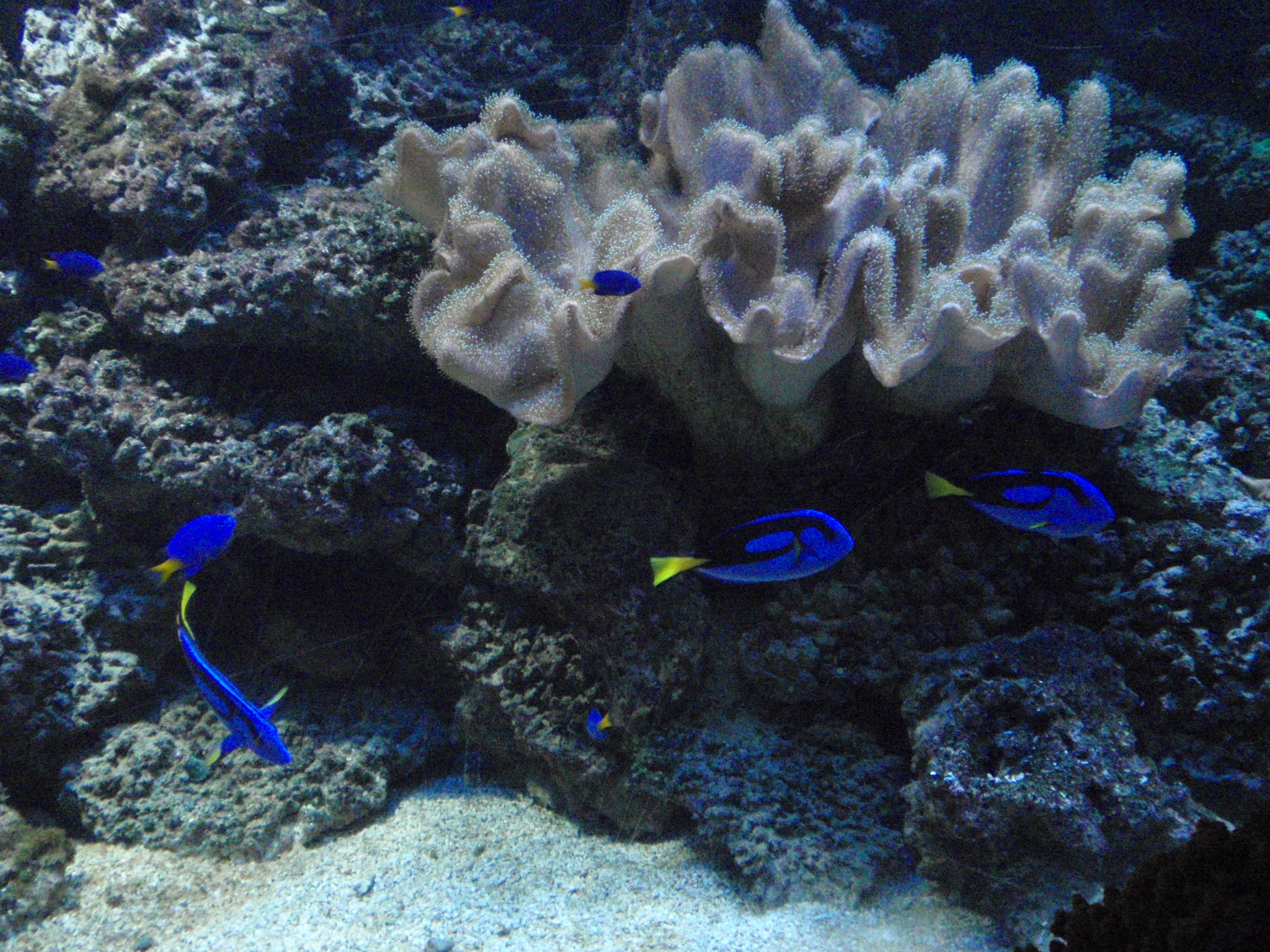
Cirujanos y damiselas azules junto a coral Sarcophyton
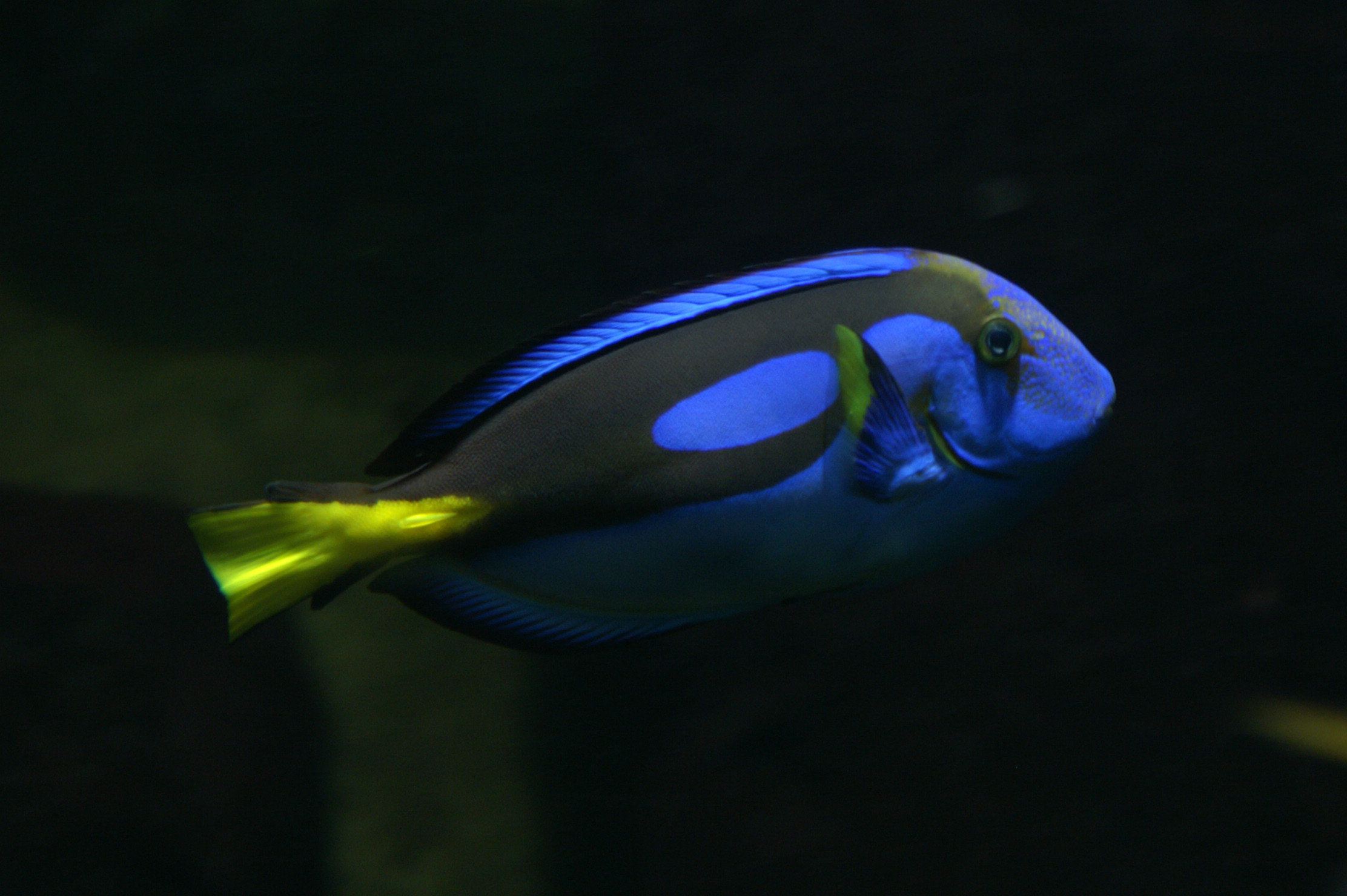
P. hepatus en el acuario de Zúrich
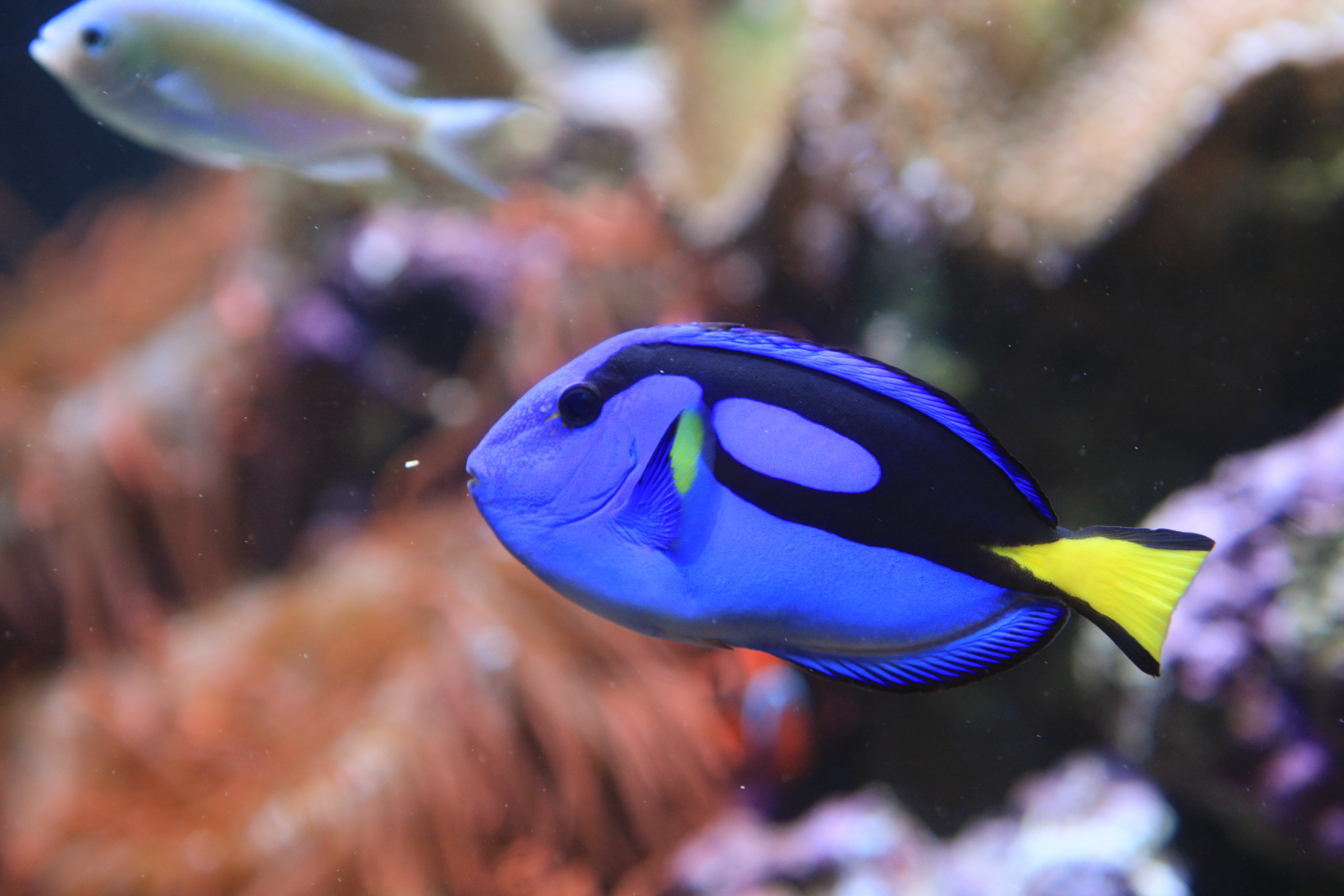
P. hepatus en el Acuario de la bahía de Monterey, San Francisco
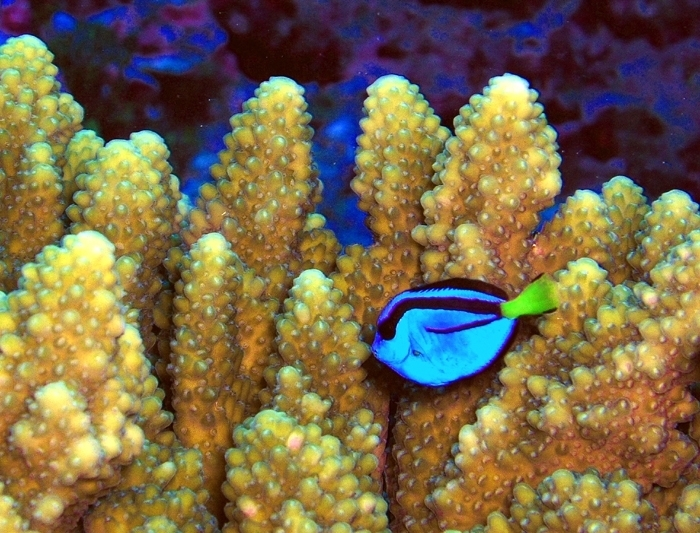
P. hepatus entre coral Acropora, Refugio de Vida Salvaje en Islas Remotas del Pacífico, EE.UU.
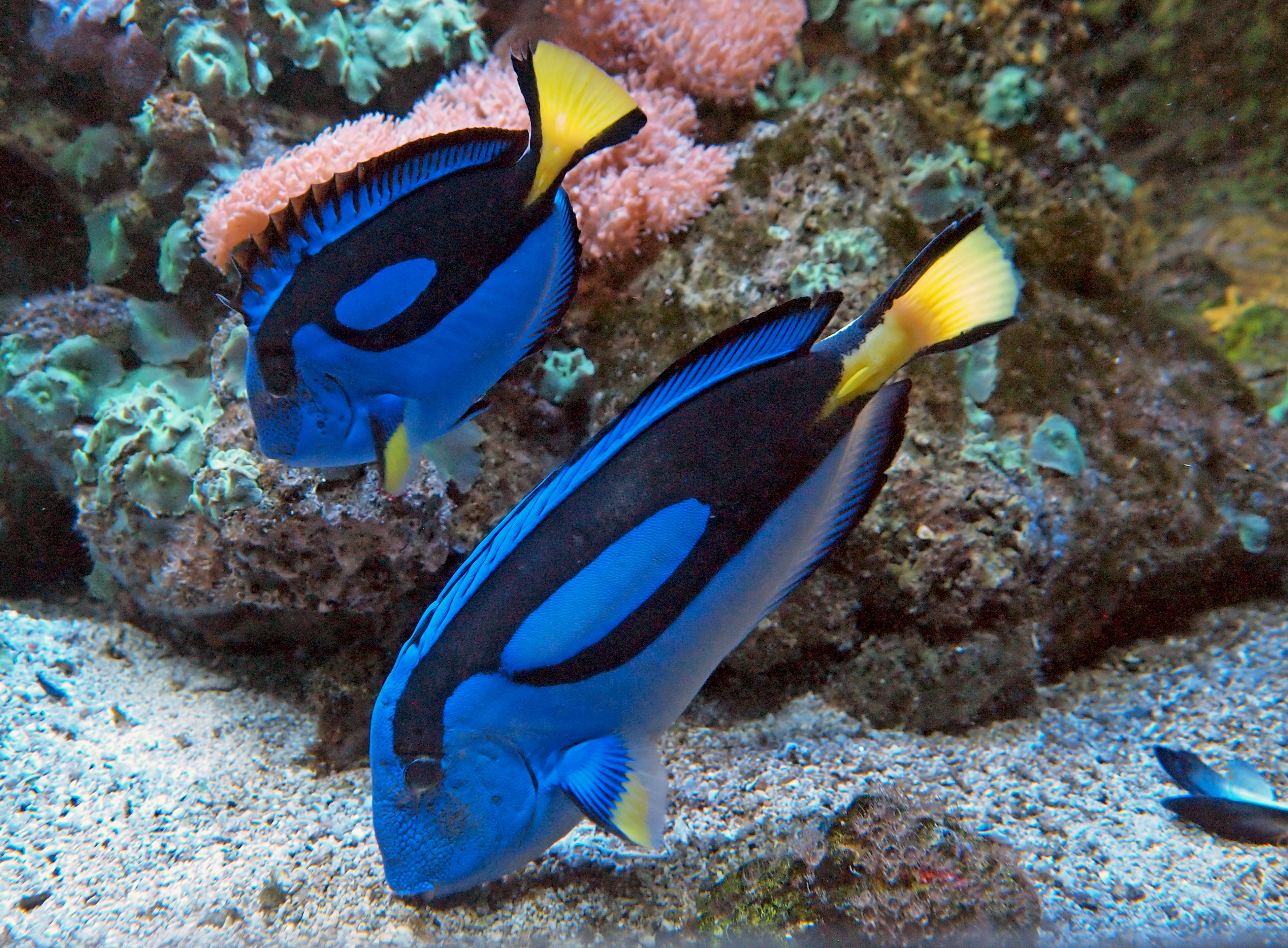
P. hepatus en Särkänniemi Aquarium, Finlandia
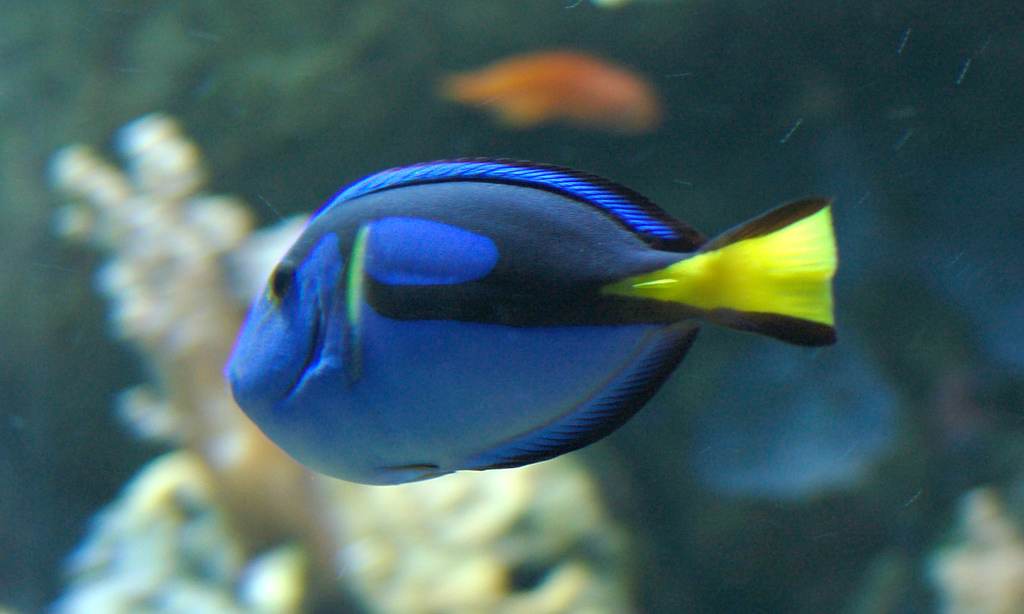
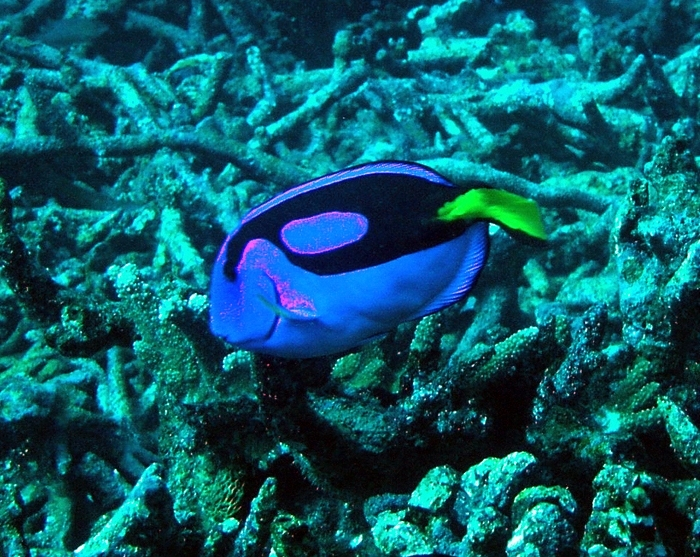
P. hepatus en isla Baker, EE.UU.
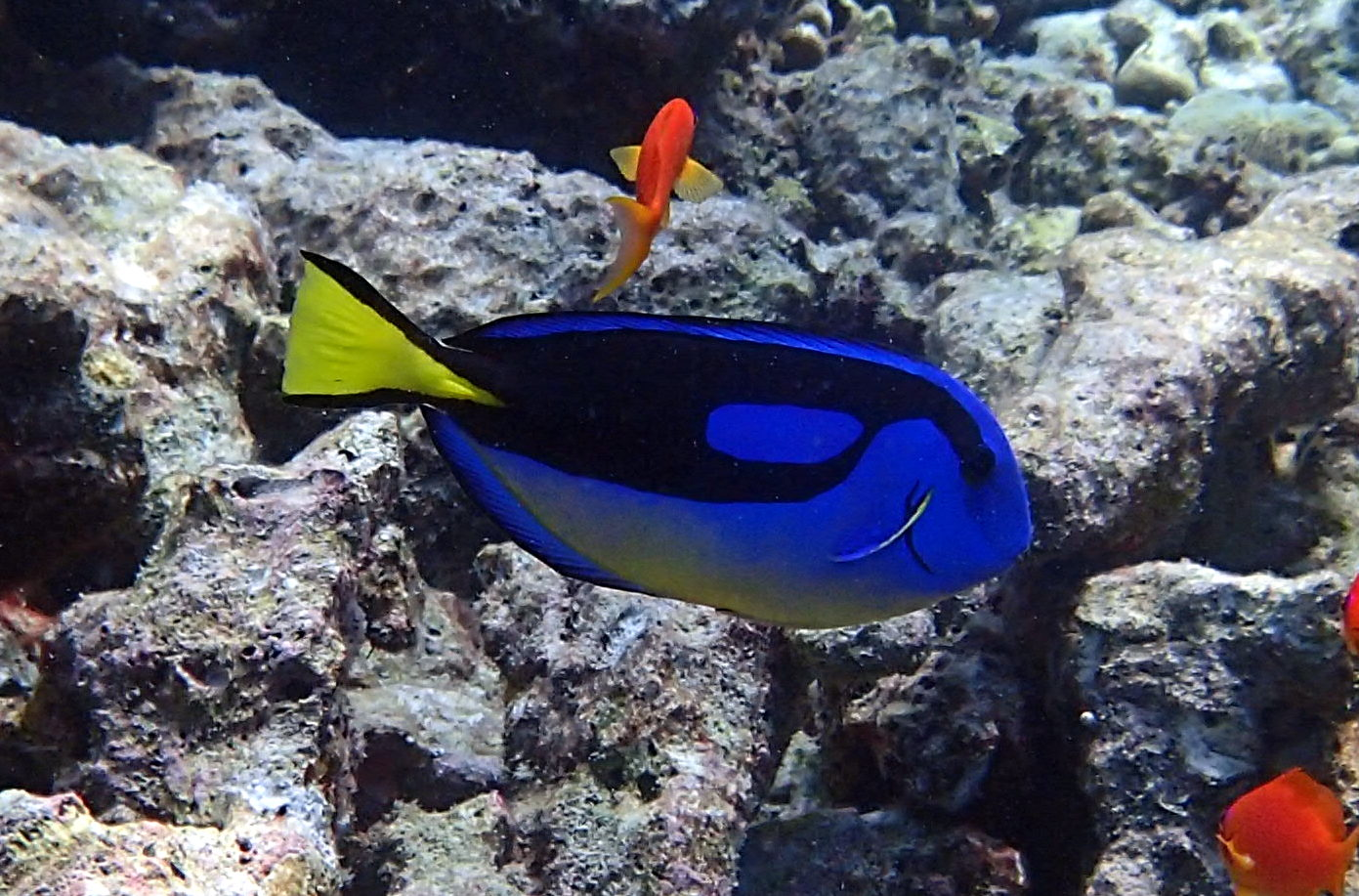
P. hepatus en Maldivas
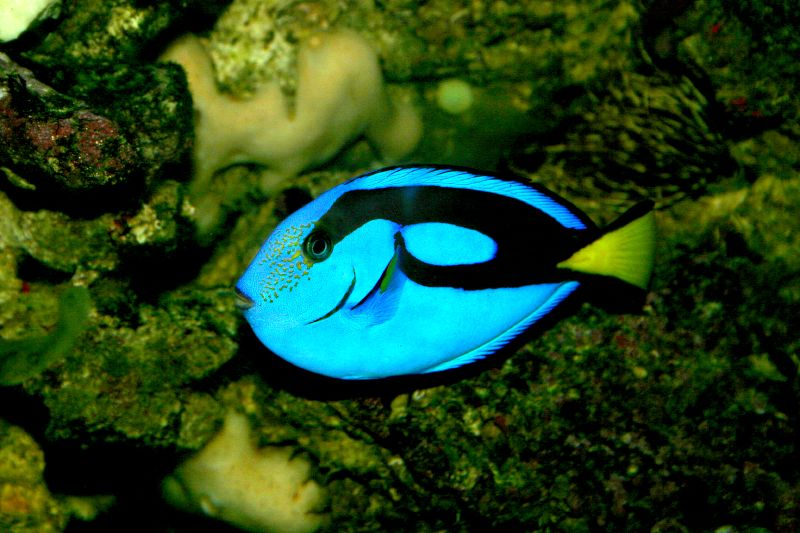
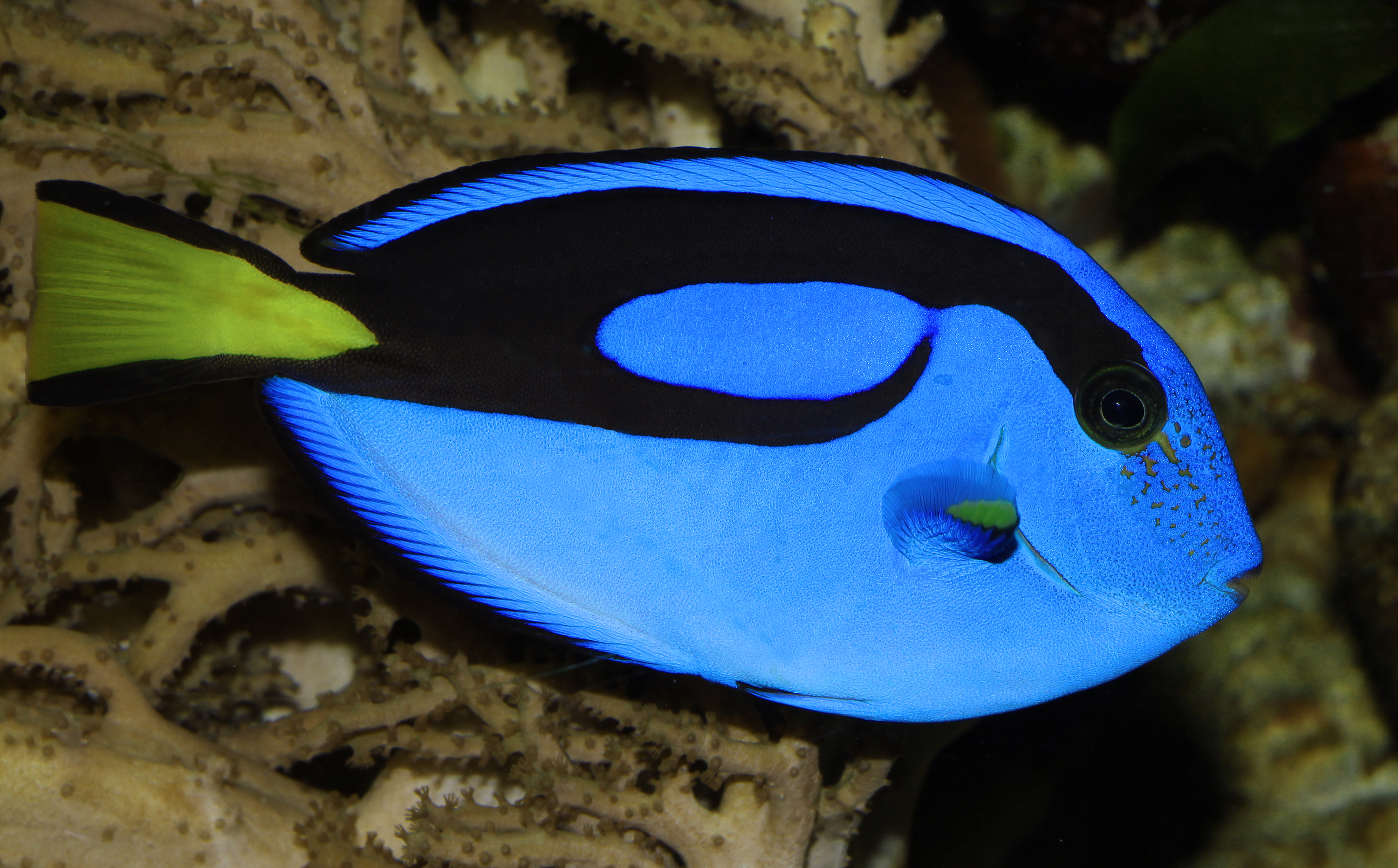
En el Jardín Zoológico de Ulm, Alemania
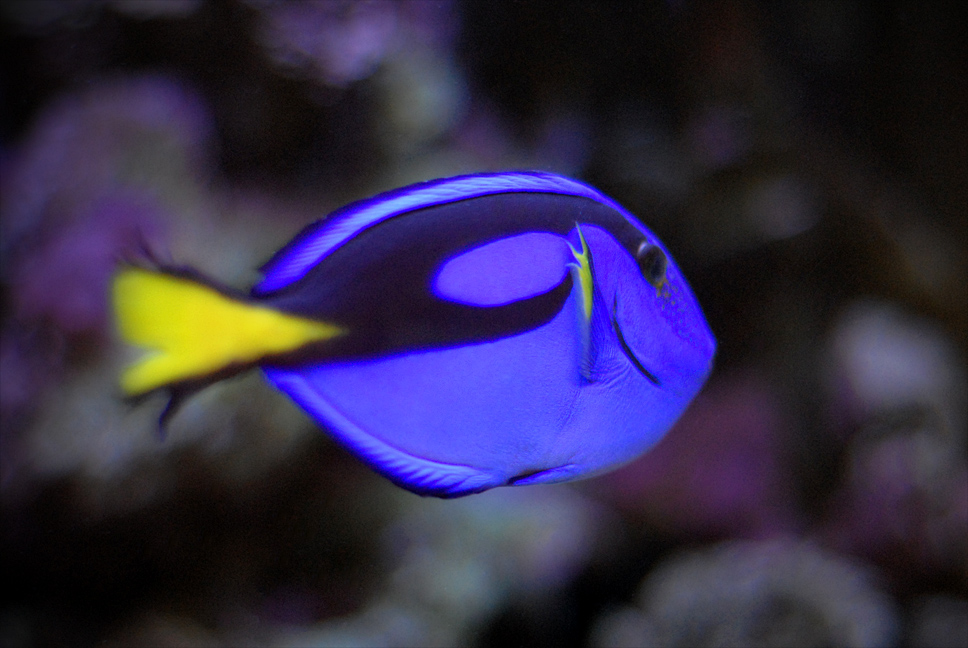
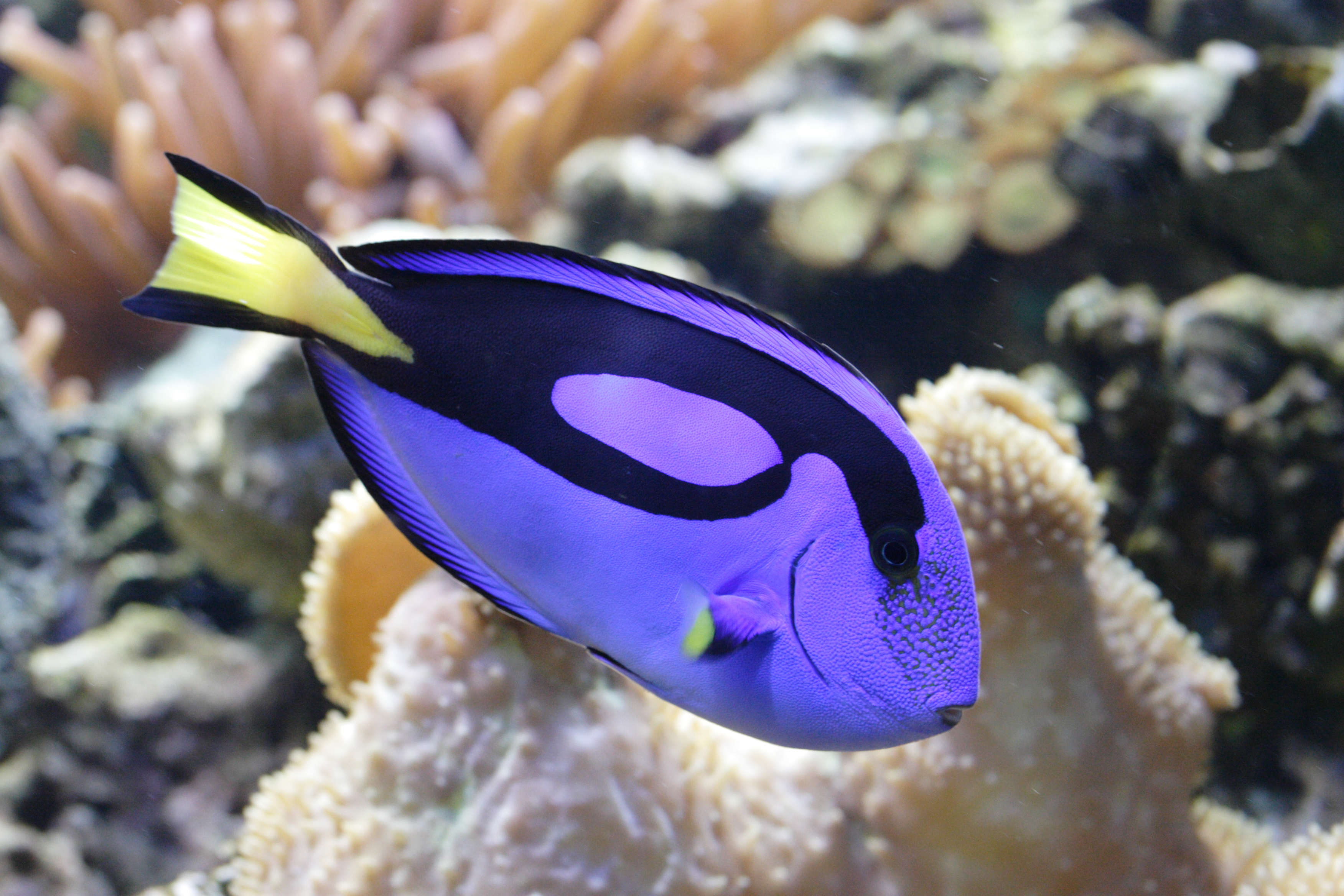
En el Acuario de Erfurt, Alemania